# 2271 Kiso
2271 Kiso è un asteroide della fascia principale del diametro medio di circa 32,37 km. Scoperto nel 1976, presenta un'orbita caratterizzata da un semiasse maggiore pari a 2,7594915 au e da un'eccentricità di 0,0593961, inclinata di 3,38868° rispetto all'eclittica.
L'asteroide è dedicato all'omonimo osservatorio.
Con diciassette diverse designazioni provvisorie è, al pari di 2007 McCuskey e 2264 Sabrina e dopo 1723 Klemola, il secondo asteroide che ne ha il maggior numero.